# Chrysolina analis
Chrysolina analis es un coleóptero de la familia Chrysomelidae.
Fue descrita científicamente en 1767 por Linnaeus.